# 33621 Sathish
33621 Sathish è un asteroide della fascia principale. Scoperto nel 1999, presenta un'orbita caratterizzata da un semiasse maggiore pari a 2,2794612 UA e da un'eccentricità di 0,0416171, inclinata di 5,22190° rispetto all'eclittica.